# Затравка

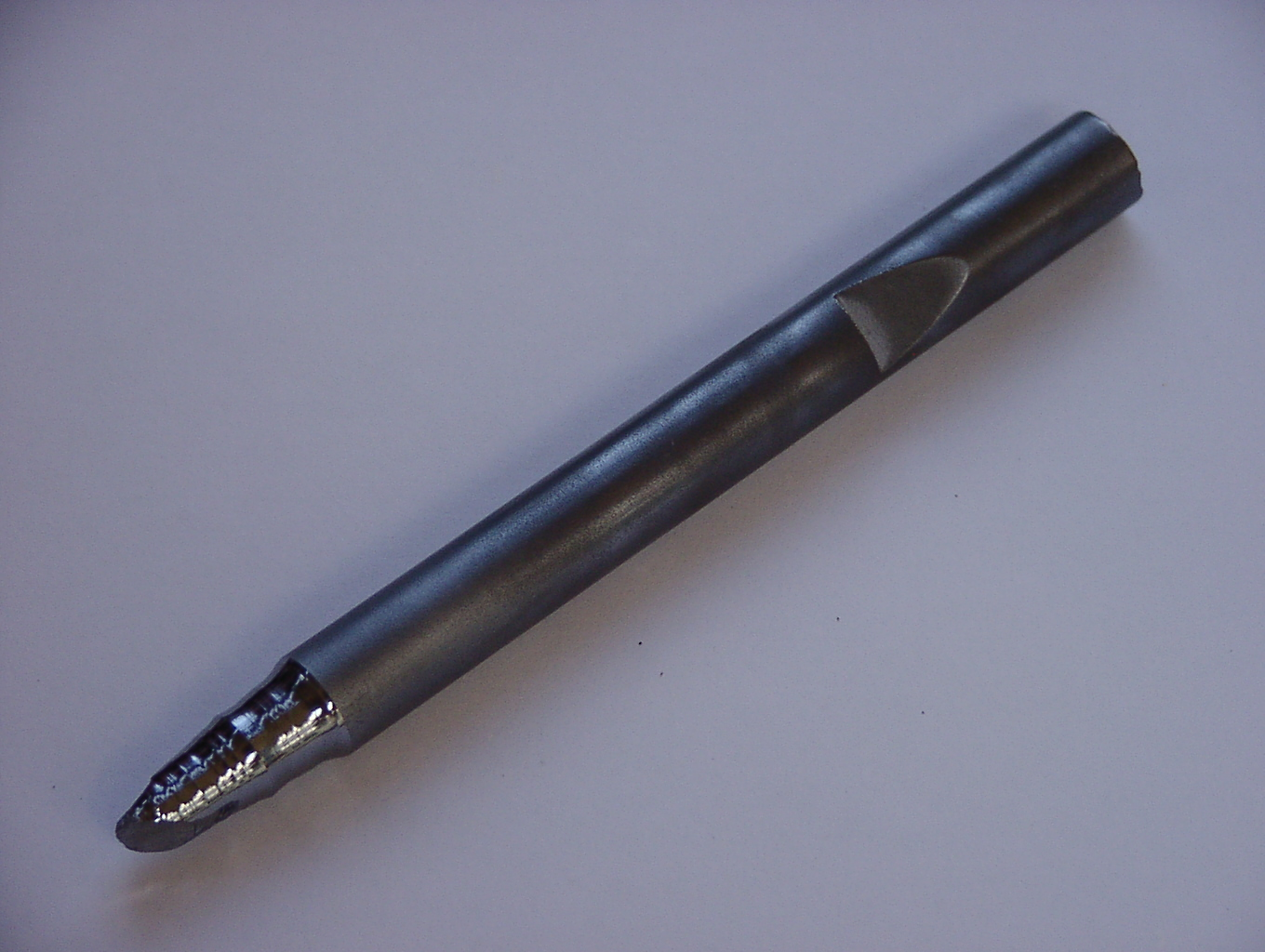
Кремнієва затравка для вирощування монокристалів кремнію методом Чохральського

Затравка (рос. затравка, англ. nucleus, seed; нім. Anregekristall m, Einimpfung f, Impfkristall m) — тверда часточка, внесена в переохолоджений розчин, навколо якої починається кристалізація.

## Теорія
Вважається, що теорія, що лежить в основі цього ефекту, походить від фізичної міжмолекулярної взаємодії, яка відбувається між сполуками в перенасиченому розчині (або, можливо, у парі). У розчині розчинні молекули (розчинена речовина) вільно рухаються у випадковому потоці. Цей випадковий потік допускає можливість взаємодії двох або більше молекулярних сполук. Ця взаємодія може формувати основу для кристалічної ґратки. Поміщення затравкового кристалу в розчин дозволяє прискорити процес кристалізації, усуваючи необхідність у випадкових молекулярних зіткненнях або взаємодії. Завдяки введенню попередньо сформованої основи цільового кристалу, на яку потрібно впливати, міжмолекулярні взаємодії формуються набагато легше, ніж у випадковому потоці. Часто цей фазовий перехід від розчиненої речовини в розчині до кристалічної ґратки буде називатися зародженням. Тому кажуть, що затравка зменшує необхідну кількість часу, необхідного для виникнення зародків у процесі кристалізації.

## Приклади застосування
Одним із прикладів, коли затравковий кристал використовується для вирощування великих агрегатів монокристалу, є напівпровідникова промисловість, де використовуються такі методи, як процес Чохральського або техніка Бріджмена.
Крім того, під час процесу темперування шоколаду затравкові кристали можна використовувати для сприяння росту кристалів типу V.